# Гончарный завод Або
Гончарный завод Або - ― финский завод по производству изразцовых печей и каминов, основанный в 1874 году в Турку. Функционирует в составе финской компании Pukkila Oy Ab.

## История
Завод основан в 1874 г. в Турку, Финляндия. В этом же году был спроектирован отель "Феникс", для которого необходимо было изготовить около ста израсцовых печей. Для решения данной проблемы была основана компания по производству плитки и фаянса Turku Kaakelitehdas Osakeyhtiö (Åbo Kakelfabriks Aktiebolag). Завод был построен на берегу реки Аурайоки по адресу Линнанкату 52 в центральной части Турку.
В 1887 году газета Åbo Tidning опубликовала статью о новом производстве плиточной фабрики в Турку. Об изразцовых печах теперь впервые в Финляндии заговорили как об отечественном продукте художественной промышленности. Изразцовые печи были отмечены как важный элемент дизайна интерьера, способный придать чувственность и гармонию домашнему интерьеру. В этом же году в Санкт-Петербурге открылся офис продаж фабрики и располагался по адресу Мойка № 44, уг. Невского пр. Склад был расположен по адресу В.О., 17 лин № 4, уг. Финляндск. пер.
В 1900 г. компания открыла завод в Москве с целью распространения своей продукции в центральных и южных регионах Российской империи. Однако вследствие войны с Японией компания столкнулась с кризисом, и в 1906 г. московский филиал был закрыт.
Продукция завода пользовалась особой популярностью в Российской империи, название "Абовские печи" стало практически нарицательным. Печи устанавливались как в доходных домах, так и во дворцах и усадьбах.  В частности, в Вильнюсе во дворце Вилейшисов установлены печи производства завода «Або».
В 1930-х годах домашние печи начали уступать место центральному отоплению, завод стал концентрироваться на производстве настенной и напольной плитки.
В тяжелых условиях Второй мировой войны компанию охватил кризис, связанный с недостатком топлива, сырья, а также рабочей силы. В декабре 1942 года было подписано соглашение о слиянии Turku Kaakelitehdas Osakeyhtiö с Paraisten Kalkkivuori Osakeyhtiö, а 1 января 1943 года компания была распущена.
Преемником гончарного завода Або является компания Pukkila, занимающаяся производством керамической плитки. В 2015 году компания объявила о переносе производства из Финляндии в Португалию на завод Ricchetti Group, тем не менее, маркетинг, проектирование и контроль качества остались в Финляндии.

## Владельцы/управляющие
- Коммерсанты Допель, Якобсон, Юнеллиус, Торнуд 1885;
- Эрнст Минут  1893;
- Эрнст Шауман  1912;
- Эйнар Берг 1931;
- Paraisten Kalkkivuori Oy (компания) 1942.